# Neocarpenteria
Neocarpenteria es un género de foraminífero bentónico de la subfamilia Carpenteriinae, de la familia Victoriellidae, de la superfamilia Planorbulinoidea, del suborden Rotaliina y del orden Rotaliida. Su especie tipo es Neocarpenteria cubana. Su rango cronoestratigráfico abarca desde el Bartoniense hasta el Priaboniense (Eoceno medio).

## Clasificación
Neocarpenteria incluye a la siguiente especie:
- Neocarpenteria cubana †